# 贤士湖管理处
贤士湖管理处是中国江西省南昌市东湖区下辖的一个派出机构。贤士湖管理处成立于2004年12月29日，所辖6个行政村原属青山湖区塘山镇。

## 行政区划
贤士湖管委会共辖6个行政村，分别是：
永和村、永溪村、贤湖村、公园村、七里村、长巷村。